# Blastovalva
Blastovalva is een geslacht van vlinders van de familie tastermotten (Gelechiidae).

## Soorten
- B. anisochroa Janse, 1960
- B. haplotypa Janse, 1960
- B. paltobola (Meyrick, 1921)